# Iavdohivka, Sofiivka
Iavdohivka (în ucraineană Явдохівка) este un sat în comuna Jovtneve din raionul Sofiivka, regiunea Dnipropetrovsk, Ucraina.

## Demografie
Componența lingvistică a localității Iavdohivka
     Ucraineană (91,4%)
     Rusă (8,6%)
Conform recensământului din 2001, majoritatea populației localității Iavdohivka era vorbitoare de ucraineană (91,4%), existând în minoritate și vorbitori de rusă (8,6%).